# Alessandro Antonelli

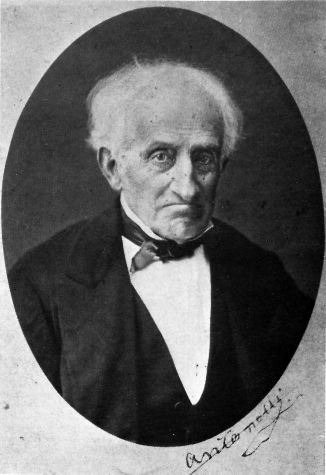
Alessandro Antonelli

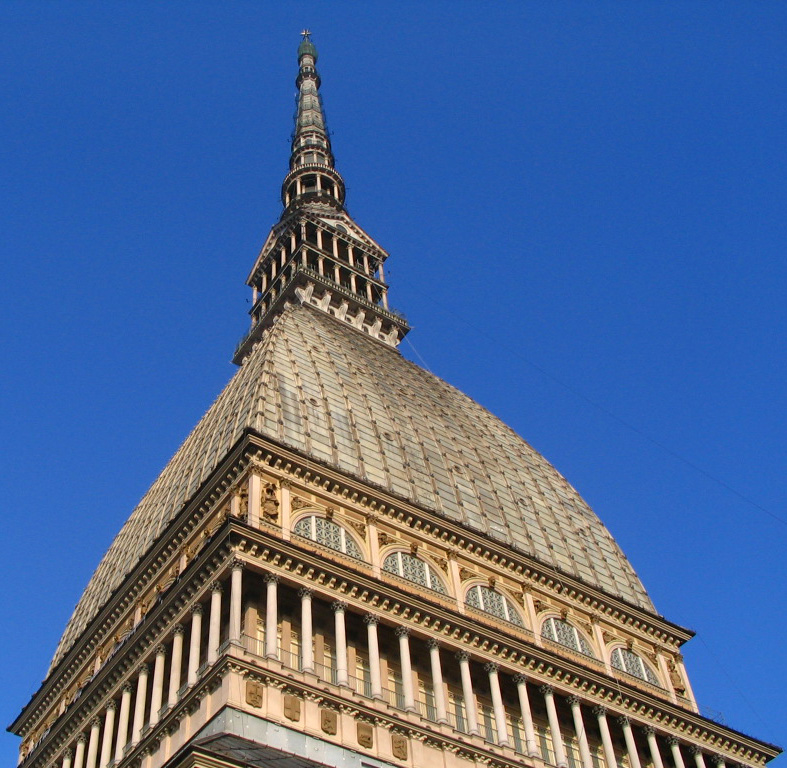
Mole Antonelliana

Alessandro Antonelli (* 14. Juli 1798 in Ghemme; † 18. Oktober 1888 in Turin) war ein italienischer Architekt und gilt als bedeutender Architekt des 19. Jahrhunderts.

## Leben
Sein Architekturstudium in Turin beendete er 1824 mit dem Ingenieurexamen. Daran schloss er 1828 ein Geometriestudium in Rom an. 1831 wurde er von der Stadt Novara mit der Generalplanung zum Umbau des Stadtzentrums beauftragt. 1836 übernahm Antonelli eine Professur an der Kunstakademie in Turin.
An seinem ersten Hauptwerk, der Vollendung der bereits im 16. Jahrhundert begonnenen Kirche San Gaudenzio in Novara arbeitete er ab 1841. 1878 konnte Antonelli den Bau mit der Fertigstellung des hohen Kuppelturmes vollenden. 1854 leitete er den Umbau der Kathedrale von Novara.
1857 und 1862 folgten Stadtplanungsprojekte für Novara und Ferrara.
Höhepunkt seines Schaffens ist die nach ihm benannte Mole Antonelliana in Turin. 1861 gewann er den Wettbewerb, den die jüdische Gemeinde von Turin zur Errichtung ihrer Synagoge ausgeschrieben hatte. Als er das Bauwerk entgegen allen Absprachen in immer größer werdenden Dimensionen ausführen ließ, legte die jüdische Gemeinde die Bauherrenschaft nieder.
Wie schon an San Gaudenzio in Novara lehnte Antonelli auch bei der Errichtung der Mole die Verwendung von modernen Bautechniken wie Eisenbetonbau ab. Aufgrund seiner ungewöhnlichen konstruktiven Begabung erreichte er auch mit der herkömmlichen Mauertechnik gewaltige Dimensionen; die Mole Antonelliana ist bis heute der höchste Ziegelbau der Welt.
Stilistisch war Antonelli ursprünglich im Klassizismus zu Hause, wandte sich aber unter dem Eindruck der Turiner Bauten des Barockarchitekten Guarino Guarini (1624–1683) dem Neobarock zu.
1888, im Jahr der Fertigstellung der Mole, starb Antonelli 90-jährig in Turin.